# Djurs Sommerland
Djurs Sommerland est un parc d'attractions ainsi qu'un parc aquatique situé à Nimtofte, dans le Djursland au Danemark. Le parc a ouvert ses portes en 1981.

## Le parc d'attractions
Le parc est divisé en plusieurs zones thématiques comme Waterland, Africa Land, Lili Put Land, Mexico Land ou Pirate Land.

### Montagnes russes

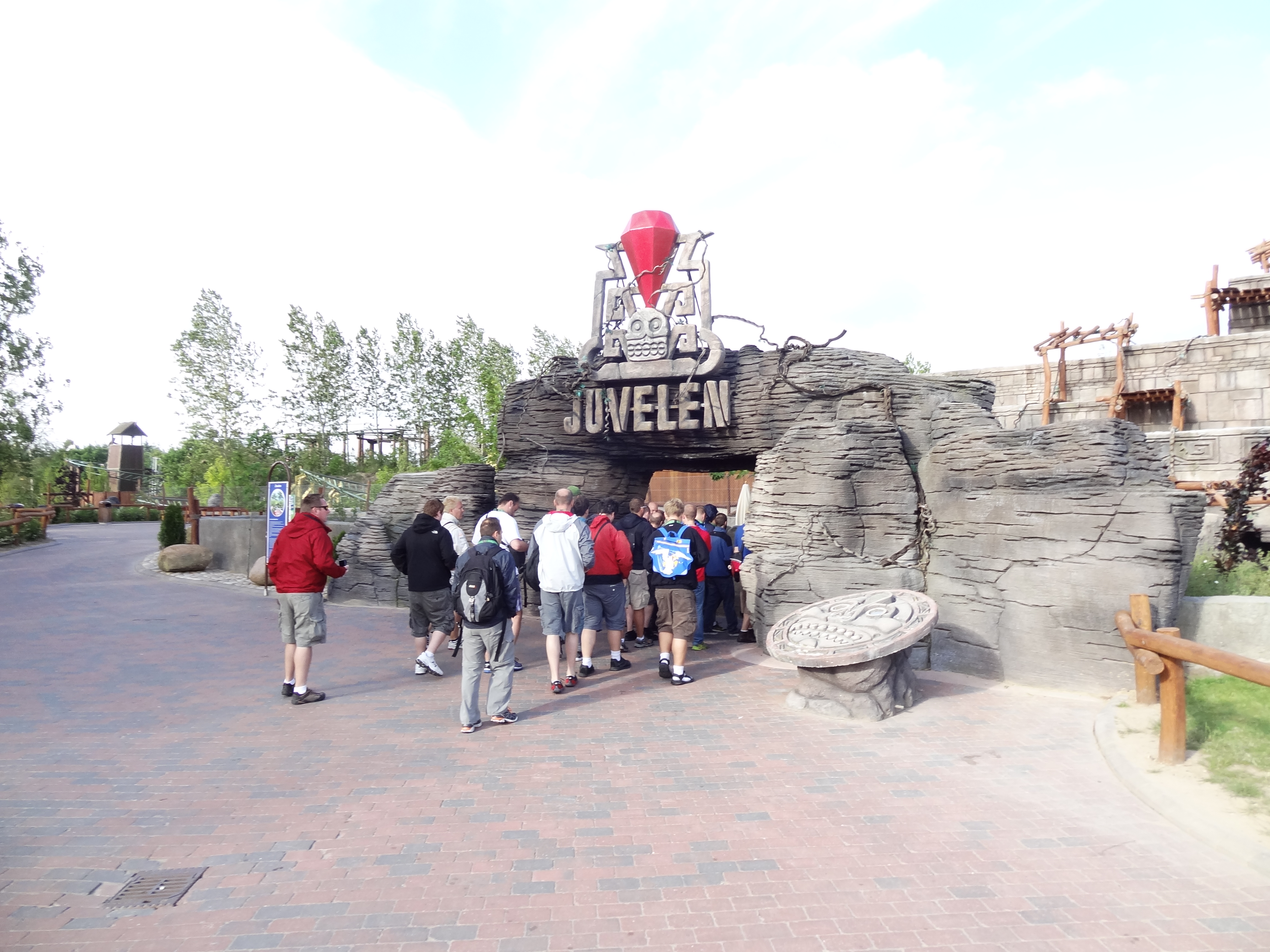
Juvelen
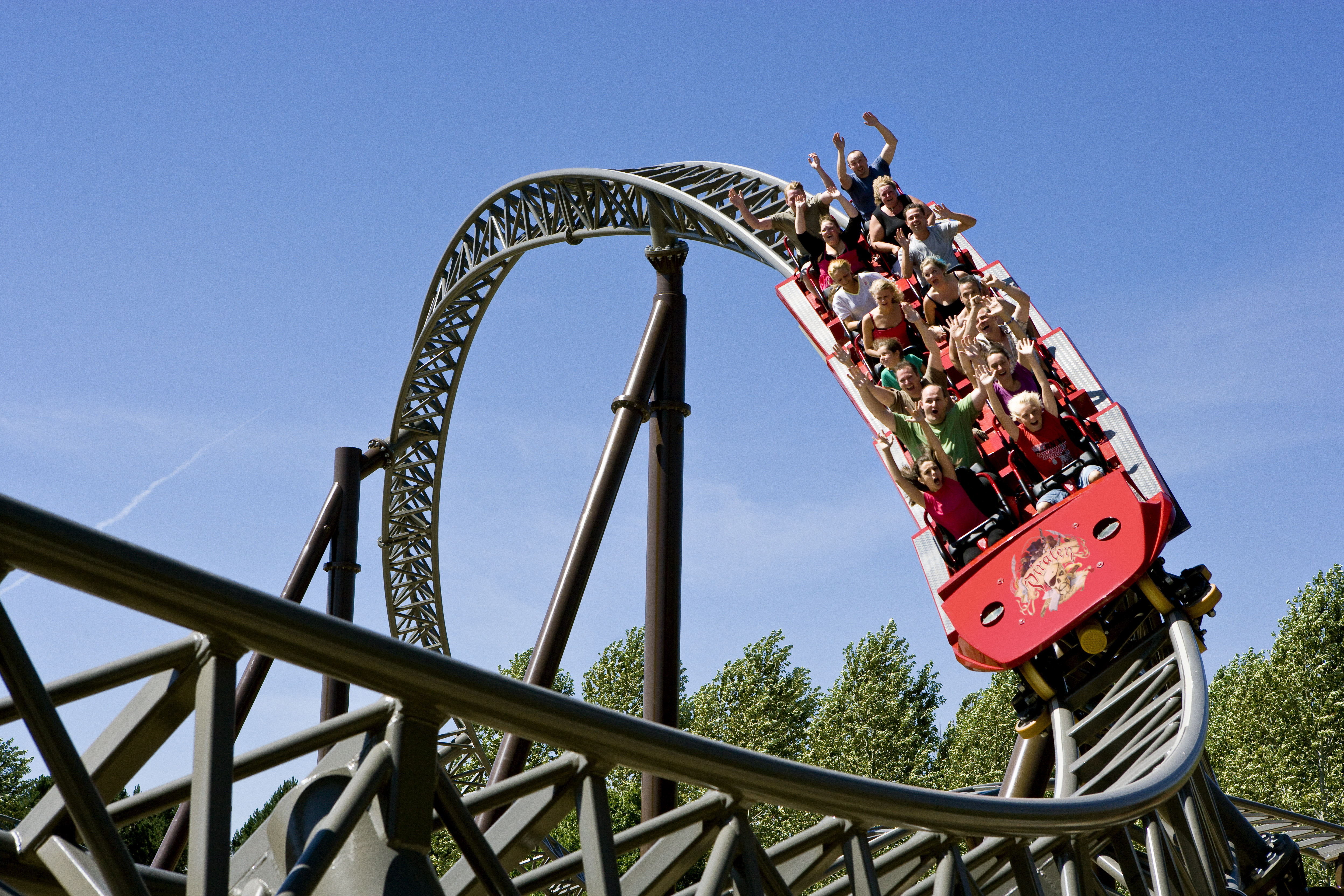
Piraten
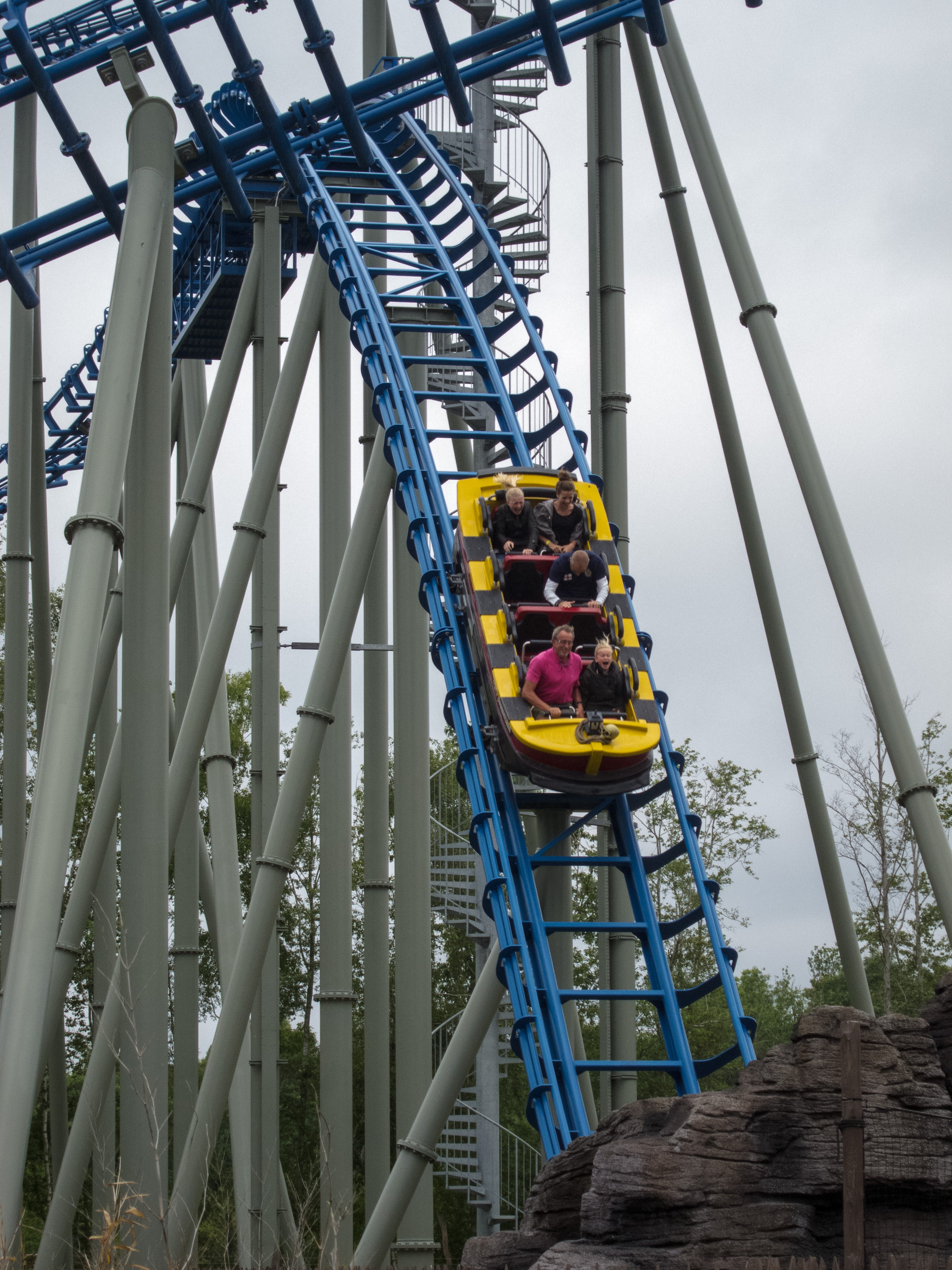
Skatteøen
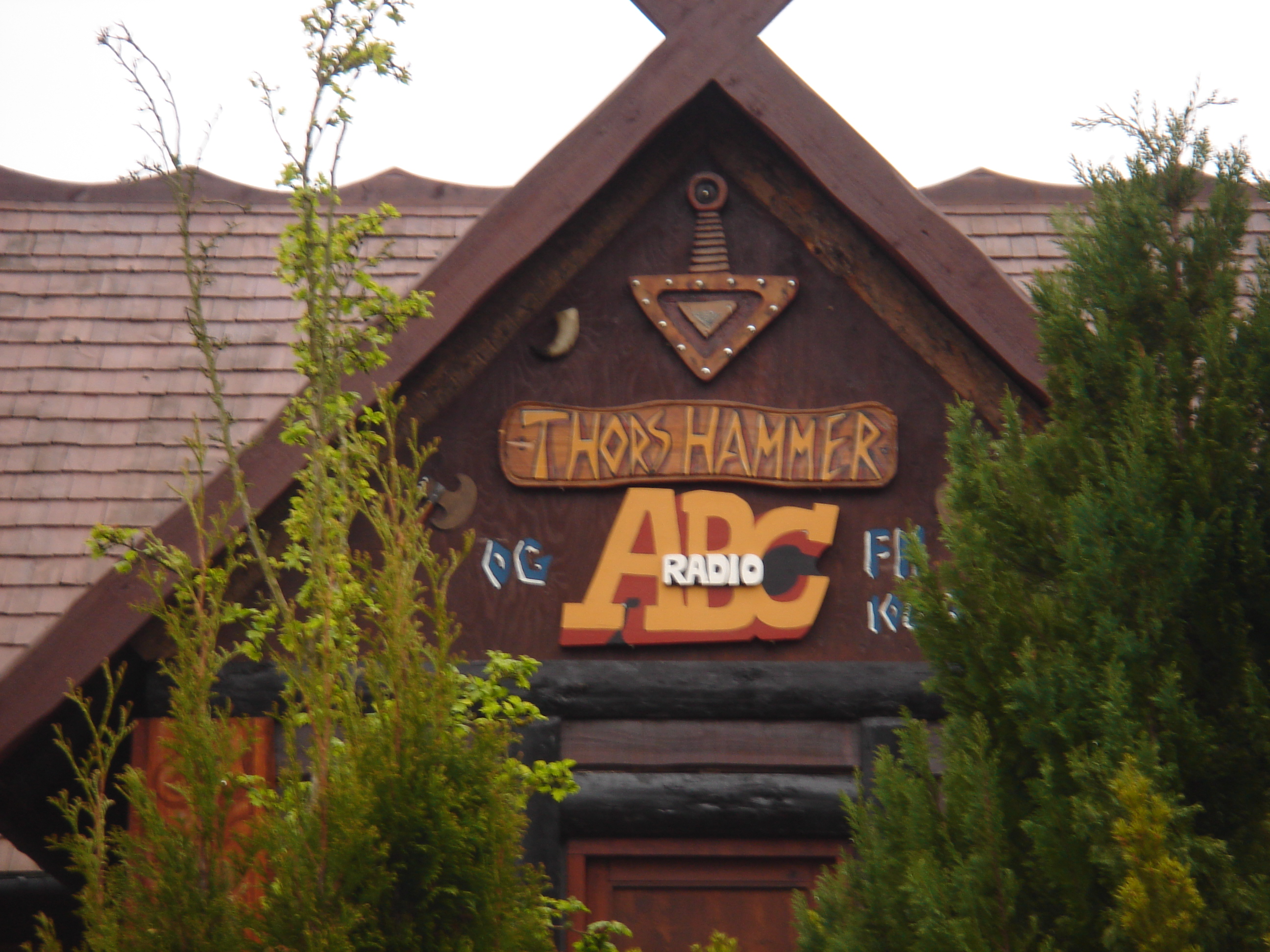
Thor's Hammer

| Nom de l'attraction | Type                             | Constructeur   | Année |
| ------------------- | -------------------------------- | -------------- | ----- |
| Karlo's Taxi        | Montagnes russes en métal junior | SBF Visa Group | 2000  |
| Piraten             | Montagnes russes en métal        | Intamin        | 2008  |
| Skatteøen           | Montagnes russes aquatiques      | Mack Rides     | 2011  |
| Thor's Hammer       | Montagnes russes en métal        | Gerstlauer     | 2002  |
| Juvelen             | Montagnes russes lancées         | Intamin        | 2013  |
| Vilde Hønsejagt     | Montagnes russes junior          | Zierer         | 2015  |
| DrageKongen         | Montagnes russes inversées       | Intamin        | 2017  |

- Juvelen
- Piraten
- Skatteøen
- Thor's Hammer

### Attractions aquatiques

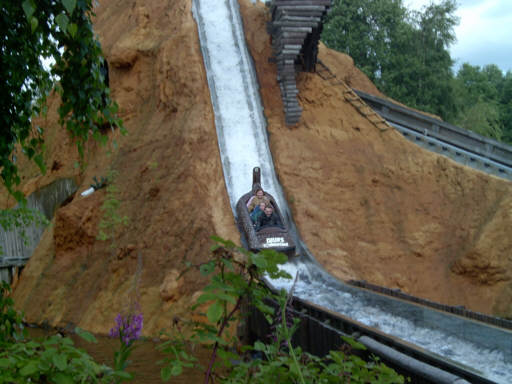
Colorado River

- Colorado River - Bûches de Interlink (1991)
- Piratfisken - Bûches junior de ABC Engineering (2009)
- Rio Grande Rafting - Rivière rapide en bouées de Interlink (1997)
- Speedy Gonzales - Toboggan aquatique de Metallbau Emmeln

### Autres attractions
- Andedammen - Carrousel de Metallbau Emmeln (2015)
- Bondegårdskarrusellen - Carrousel (2015)
- Buffalo Bumper Cars - Autos tamponneuses (2012)
- Det Nye Vandtarn/Det Gamle Vandtarn - Tour de chute junior de Zierer (2015)
- Det Skore Kompas - Kontiki de Zierer (2009)
- Djurs Expressen - Train panoramique
- Drageskibet - Bateau à bascule de Huss Rides (2014)
- Froerne - Jump Around de Zamperla (2015)
- Hottentot Karrusellen - Music Express de Mack Rides
- Jungle Safari - Tow boat ride
- Kannibal Gryderne - Tasses de Mack Rides
- Kornmollen - Magic Bike de Zamperla (2015)
- Milkshakeren - Barnyard de Zamperla (2015)
- Ormen - Topple Tower de Huss Rides (2006)
- Pony Ekspressen - Steeplchase
- Rodeotyrene - Demolition Derby de Zamperla (2015)
- Sablen - Tilf Tower de ABC Engineering (2010)
- Solguden - Flying Fish de Zierer (2012)
- Traktorerne - Parcours de tracteurs de Metallbau Emmeln (2015)
- Vikingetårne - Tour Heege (2014)
- Wild West Karrusellen - Chaises volantes de Zierer (2005)